# プロ野球列伝〜不滅のヒーローたち〜
『プロ野球列伝 〜不滅のヒーローたち〜』（プロやきゅうれつでん ふめつのヒーローたち）は、テレビ東京系列局ほかで放送されたテレビ愛知製作のスポーツドキュメンタリー番組。全78回。テレビ東京系列局では1989年10月7日から1991年3月30日まで放送。

## 概要
日本プロ野球の歴史に名を残した選手たちを特集していた番組で、フリーアナウンサーの大野勢太郎が彼らに直接インタビューをしていた。大野はナレーターも兼務していたため、回によっては別のインタビュアーがインタビューを代行することがあった。
この番組はテレビ東京系列局で放送されたほか、日本テレビ系列局の北日本放送や日本海テレビでも放送されていた。また、TBS系列局の中国放送でも、広島東洋カープへの在籍経験がある選手を取材した回を中心に不定期で放送されていた。地上波での放送が終了した後は、CSチャンネルのスカイ・Aで再放送された。神奈川県横浜市にある放送ライブラリーには、大杉勝男を取材した回の記録映像が保存されている。

## 補足
- 監修 - 王貞治
- 音楽 - JUNYA PROJECT （オープニングテーマ - 「MORNING AFTER」、エンディングテーマ - 「BABY COME CLOSER」）
- 製作 - テレビ愛知、メイスン

## 放送内容一覧
| 放送年月日 | 放送年月日 | 放送回 | 取材対象者 | サブタイトル                               |
| ---------- | ---------- | ------ | ---------- | ------------------------------------------ |
| 1989年     | 10月7日    | 第1回  | -          | 「思い出の豪球豪打」                       |
| 1989年     | 10月14日   | 第2回  | 村山実     | 「一球いまだ忘れえず」                     |
| 1989年     | 10月21日   | 第3回  | 江藤愼一   | 「闘将といわれた男」                       |
| 1989年     | 10月28日   | 第4回  | 江夏豊     | 「孤高のサウスポー」                       |
| 1989年     | 11月4日    | 第5回  | 川上哲治   | 「我が生涯の赤バット」                     |
| 1989年     | 11月11日   | 第6回  | 尾崎行雄   | 「剛球に悔いなし」                         |
| 1989年     | 11月18日   | 第7回  | 豊田泰光   | 「はるかなり九州野球」                     |
| 1989年     | 11月25日   | 第8回  | 鶴岡一人   | 「なにわ野球ここに在り」                   |
| 1989年     | 12月2日    | 第9回  | 権藤博     | 「連投35勝、男の美学」                     |
| 1989年     | 12月9日    | 第10回 | 中西太     | 「弾丸アーチの怪童」                       |
| 1989年     | 12月16日   | 第11回 | 杉浦忠     | 「華麗なるサブマリン」                     |
| 1989年     | 12月23日   | 第12回 | 山内一弘   | 「シュート打ちの達人」                     |
| 1989年     | 12月29日   | 第13回 | 田淵幸一   | 「天性のアーチスト」                       |
| 1990年     | 1月6日     | 第14回 | 稲尾和久   | 「奇跡を呼んだ鉄腕」                       |
| 1990年     | 1月13日    | 第15回 | 城之内邦雄 | 「エースのジョーの直球人生」               |
| 1990年     | 1月20日    | 第16回 | 福本豊     | 「ダイヤモンドを盗んだ男」                 |
| 1990年     | 1月27日    | 第17回 | 大杉勝男   | 「月に向かって打て」                       |
| 1990年     | 2月3日     | 第18回 | 小山正明   | 「紙ひとえの制球術」                       |
| 1990年     | 2月10日    | 第19回 | 鈴木啓示   | 「草魂かく闘えり」                         |
| 1990年     | 2月17日    | 第20回 | 谷沢健一   | 「帰ってきた首位打者」                     |
| 1990年     | 2月24日    | 第21回 | 米田哲也   | 「最も丈夫だった右腕」                     |
| 1990年     | 3月3日     | 第22回 | 山本浩二   | 「燃焼! 赤ヘル人生」                       |
| 1990年     | 3月10日    | 第23回 | 高木守道   | 「絶妙のバックトス」                       |
| 1990年     | 3月17日    | 第24回 | 秋山登     | 「連投の使命に燃えて」                     |
| 1990年     | 3月24日    | 第25回 | 高井保弘   | 「史上最強の代打者」                       |
| 1990年     | 3月31日    | 第26回 | 吉田義男   | 「グラウンドの牛若丸」                     |
| 1990年     | 4月7日     | 第27回 | 高田繁     | 「ストップ・ザ・ツーベース」               |
| 1990年     | 4月14日    | 第28回 | 青田昇     | 「じゃじゃ馬一代」                         |
| 1990年     | 4月21日    | 第29回 | 山崎裕之   | 「いぶし銀の勝負師」                       |
| 1990年     | 4月28日    | 第30回 | 与那嶺要   | 「ファイティングベースボール」             |
| 1990年     | 5月5日     | 第31回 | 山田久志   | 「最強のアンダースロー」                   |
| 1990年     | 5月12日    | 第32回 | 宮田征典   | 「8時半の男」                              |
| 1990年     | 5月19日    | 第33回 | 平松政次   | 「戦慄のカミソリシュート」                 |
| 1990年     | 5月26日    | 第34回 | 森徹       | 「ハンディを超えた豪打者」                 |
| 1990年     | 6月2日     | 第35回 | 山口高志   | 「豪球一直線」                             |
| 1990年     | 6月9日     | 第36回 | 永淵洋三   | 「酒とバットの日々」                       |
| 1990年     | 6月16日    | 第37回 | 杉下茂     | 「空前絶後の魔球」                         |
| 1990年     | 6月23日    | 第38回 | 土橋正幸   | 「下町からきた風雲児」                     |
| 1990年     | 6月30日    | 第39回 | 外木場義郎 | 「ノーヒットノーラン夢三たび」             |
| 1990年     | 7月7日     | 第40回 | 広瀬叔功   | 「盗塁は男のロマン」                       |
| 1990年     | 7月14日    | 第41回 | 野口二郎   | 「延長28回・伝説の豪腕」                   |
| 1990年     | 7月21日    | 第42回 | 張本勲     | 「不屈のヒットメーカー」                   |
| 1990年     | 7月28日    | 第43回 | 広岡達朗   | 「守備の華に理あり」                       |
| 1990年     | 8月4日     | 第44回 | 柴田勲     | 「左右打ち（スイッチヒッター）と赤い手袋」 |
| 1990年     | 8月11日    | 第45回 | 有藤道世   | 「野球一筋いごっそう」                     |
| 1990年     | 8月18日    | 第46回 | 千葉茂     | 「猛牛我が道をゆく」                       |
| 1990年     | 8月25日    | 第47回 | 東尾修     | 「反骨エースの投球術」                     |
| 1990年     | 9月1日     | 第48回 | 村上雅則   | 「たった一人の大リーガー」                 |
| 1990年     | 9月8日     | 第49回 | 藤村富美男 | 「必殺の物干し竿」                         |
| 1990年     | 9月15日    | 第50回 | 堀内恒夫   | 「V9エースの光と影」                       |
| 1990年     | 9月22日    | 第51回 | 梨田昌孝   | 「究極の投手操縦術」                       |
| 1990年     | 9月29日    | 第52回 | 井上弘昭   | 「デッドボール泣き笑い」                   |
| 1990年     | 10月6日    | 第53回 | 松岡弘     | 「速球に賭けた細腕」                       |
| 1990年     | 10月13日   | 第54回 | 中登志雄   | 「小さなけん引車」                         |
| 1990年     | 10月20日   | 第55回 | 衣笠祥雄   | 「鉄人と呼ばれて」                         |
| 1990年     | 10月27日   | 第56回 | 近藤和彦   | 「驚異のてんびん打法」                     |
| 1990年     | 11月3日    | 第57回 | 若松勉     | 「ジンクスを破った天才」                   |
| 1990年     | 11月10日   | 第58回 | 村田兆治   | 「不死鳥のごとく」                         |
| 1990年     | 11月17日   | 第59回 | 江本孟紀   | 「野球を10倍愛した男」                     |
| 1990年     | 11月24日   | 第60回 | 長池徳士   | 「勇者ありき」                             |
| 1990年     | 12月1日    | 第61回 | 掛布雅之   | 「夢を追った若虎」                         |
| 1990年     | 12月8日    | 第62回 | 高橋一三   | 「もう一人のV9エース」                     |
| 1990年     | 12月15日   | 第63回 | 山下大輔   | 「フィールドの貴公子」                     |
| 1990年     | 12月22日   | 第64回 | 梶本隆夫   | 「無冠の剛球左腕」                         |
| 1990年     | 12月29日   | 第65回 | 松原誠     | 「遅咲きの名手」                           |
| 1991年     | 1月5日     | 第66回 | 森祇晶     | 「マスクをつけた司令塔」                   |
| 1991年     | 1月12日    | 第67回 | 簑田浩二   | 「プロの勲章3-3-3」                        |
| 1991年     | 1月19日    | 第68回 | 安田猛     | 「超スローボールの左腕」                   |
| 1991年     | 1月26日    | 第69回 | 長谷川良平 | 「広島を支えたエース」                     |
| 1991年     | 2月2日     | 第70回 | 皆川睦雄   | 「マウンド上の舞い」                       |
| 1991年     | 2月9日     | 第71回 | 藤田平     | 「静かなるバットマン」                     |
| 1991年     | 2月16日    | 第72回 | 足立光宏   | 「シリーズのエース」                       |
| 1991年     | 2月23日    | 第73回 | 加藤英司   | 「さすらいの3割打者」                      |
| 1991年     | 3月2日     | 第74回 | 小鶴誠     | 「ディマジオと呼ばれたスラッガー」         |
| 1991年     | 3月9日     | 第75回 | 関根潤三   | 「華麗なる転身」                           |
| 1991年     | 3月16日    | 第76回 | 中畑清     | 「いつも心は絶好調」                       |
| 1991年     | 3月23日    | 第77回 | 鈴木孝政   | 「リリーフエースの完投人生」               |
| 1991年     | 3月30日    | 第78回 | 王貞治     | 「栄光のビッグ1」                          |

## 放送局
| 放送対象地域   | 放送局       | 系列           | 放送日時           | 備考                               |
| -------------- | ------------ | -------------- | ------------------ | ---------------------------------- |
| 愛知県         | テレビ愛知   | テレビ東京系列 | 土曜 11:30 - 12:00 | 製作局                             |
| 関東広域圏     | テレビ東京   | テレビ東京系列 | 土曜 11:30 - 12:00 |                                    |
| 富山県         | 北日本放送   | 日本テレビ系列 | 土曜 18:30 - 19:00 |                                    |
| 鳥取県・島根県 | 日本海テレビ | 日本テレビ系列 | 土曜 18:30 - 19:00 |                                    |
| 石川県         | 北陸放送     | TBS系列        | 土曜 11:15 - 11:45 | 1991年10月以降に放送               |
| 広島県         | 中国放送     | TBS系列        | 不定期放送         | 広島東洋カープ関連の回を中心に放送 |